# 長谷川万由美
長谷川 万由美（はせがわ まゆみ）は、日本の社会学者。宇都宮大学共同教育学部教授。

## 来歴
東京都立小石川高等学校を経て、埼玉大学教養学部卒業。英国シェフィールド大学短期留学。1994年、法政大学大学院社会科学研究科社会学専攻修士課程修了、1998年、法政大学大学院社会科学研究科社会学専攻博士後期課程退学。
同年、立教大学コミュニティ福祉学部助手。2000年、宇都宮大学教育学部講師、2003年同助教授、2010年同教授。

## 著書

### 単著
- 『障害者・高齢者のための移動サービスの法的課題』（立教大学コミュニティ福祉学部紀要、2000年）
- 『母乳育児と女性のエンパワメント』（医学書院、 2001年）
- 『「生まれる」ということの福祉文化』（日本福祉文化学会　『福祉文化』、2001年）
- 『1990年代イギリスにおける契約文化とボランタリー組織への影響』（日本地域福祉学会　『日本の地域福祉』、2002年）

### 共著
- 和田敏明編『地域福祉の担い手』「住民参加型福祉サービス団体・福祉NPO」（ぎょうせい、2002年）

### 論文
- 「親・先生が互いに気づいて欲しいこと」、児童心理 61(12), 132-137, 2007年
- 「自家用有償運送運営協議会にみるローカル・ガバナンス -移動の課題を地域でどう支えるか」、地域福祉研究 (36), 28-36, 2008年
- 「親学習プログラムを通じた家庭教育支援」、宇都宮大学教育学部教育実践総合センター紀要 31, 309-316, 2008年
- 「子育ち・子育てまちづくり特別研究委員会」、福祉のまちづくり研究 11(1), 52-54, 2009年
- 「子育ち・子育てまちづくり特別研究委員会活動報告」、福祉のまちづくり研究 13(3), 40-41, 2011年
- 「自死遺族のグリーフワーク」、ソーシャルワーク研究 37(4), 33-40, 2012年
- 「生活を支える移動について考える」、リハビリテーション -(540), 14-17, 2012年
- 「NPOの連合組織分析の理論的枠組み -NPOはなぜ連合組織を形成するのか」、宇都宮大学教育学部紀要. 第1部 62, 1-10, 2012年
- 「保育所におけるリスクマネジメント  -東日本大震災後の宇都宮市保育所の対応を中心に」、宇都宮大学教育学部紀要. 第1部 63, 1-12, 2013年
- 「震災から復興へ  -あらたな仕事づくりの歩み」、福祉のまちづくり研究 15(1), 39-42, 2013年
- 「子育ち・子育てまちづくり特別研究委員会活動報告」、福祉のまちづくり研究 15(2), 55-57, 2013年
- 「地域、こども、残された課題をめぐって」、福祉のまちづくり研究 16(1), 30-31, 2014年

## 専門分野
- 地域福祉
- 社会福祉